# Dr. Klein (Unternehmen)
Das Unternehmen Dr. Klein ist ein Finanzvertrieb für Privatkunden und Wohnungsunternehmen sowie Kommunen und gewerbliche Immobilieninvestoren. Der Hauptsitz befindet sich in Lübeck. Das Unternehmen ist eine 100-prozentige Tochtergesellschaft der Hypoport AG.
Im September 2016 begann die Aufspaltung der Dr. Klein & Co. AG in zwei Firmen mit der Gründung der Dr. Klein Firmenkunden AG. Im März 2017 folgte die Gründung der Dr. Klein Privatkunden AG.
Die Dr. Klein Privatkunden AG bietet Privatkunden Finanzdienstleistungsprodukte über das Internet und in bundesweit über 200 Franchise-Filialen an. Über 600 Mitarbeiter beraten Kunden zu Baufinanzierung, Versicherung, Ratenkredit und Geldanlage. Die Dr. Klein Firmenkunden AG bietet Finanzierungsmanagement, gewerbliche Versicherungen, Consulting und Immobilien-Investments an. Damit wendet sich das Unternehmen an Kunden aus der Wohnungswirtschaft, an gewerbliche Immobilieninvestoren, Bauträger und Projektentwickler.

## Geschichte

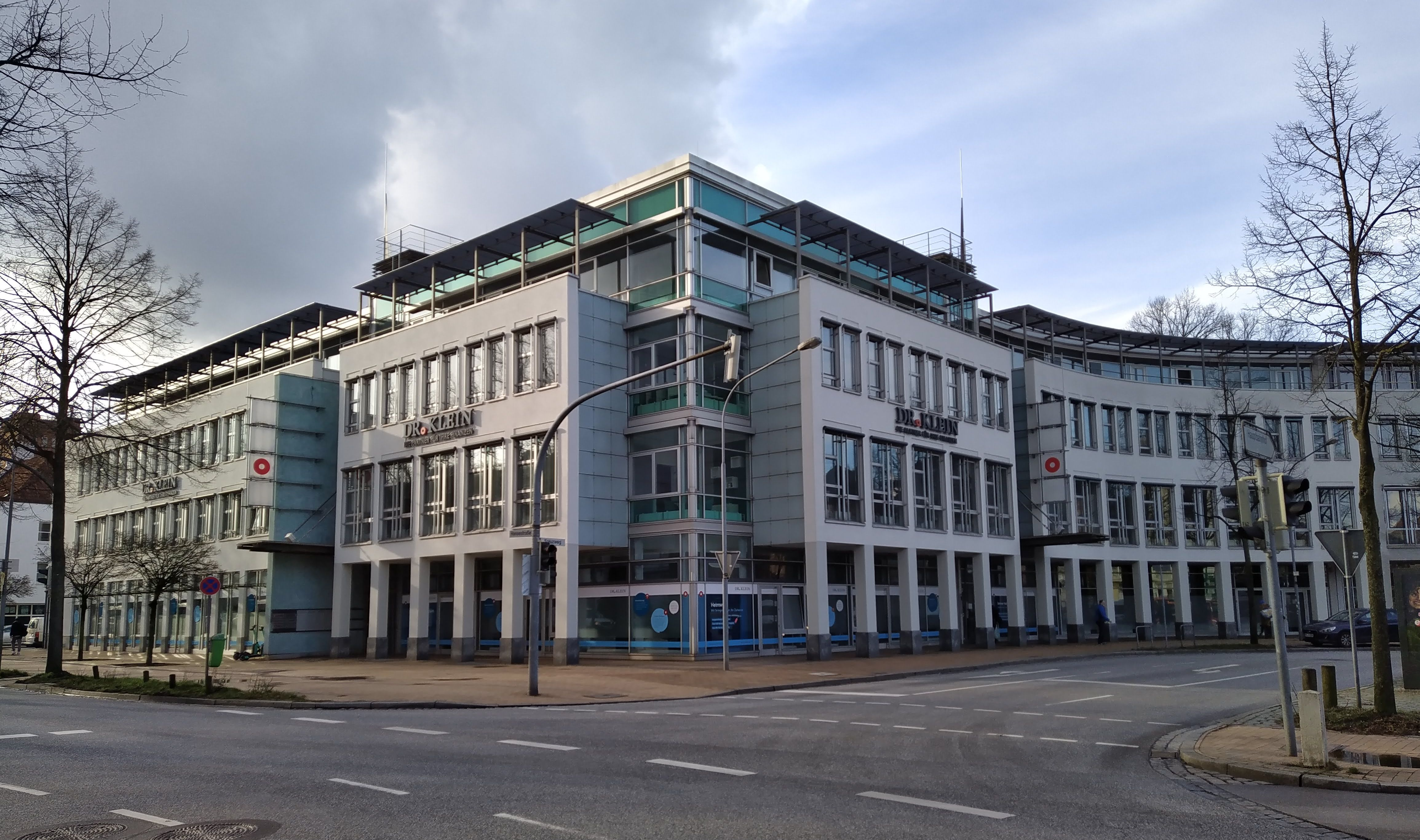
Stammsitz in Lübeck

Die Dr. Klein & Co. AG wurde 1954 von dem promovierten Wirtschaftsprüfer Kurt Klein und dem Kaufmann Heinrich Scheck als Finanzberater für kommunale und genossenschaftliche Wohnungsunternehmen gegründet. Schwerpunkt der Tätigkeit war die Vermittlung von Hypothekendarlehen für die Finanzierung des sozialen Wohnungsbaus im Norden und Westen Deutschlands. 1997 entwickelte die Gesellschaft für die Wohnungswirtschaft die heute zur Zinssicherung verbreiteten Forward-Darlehen.
1996 startete das Unternehmen ein Onlineangebot, welches Ende 1998 mit der zunehmenden Verbreitung des Internets zur Ausweitung des Angebots auf private Immobilienfinanzierungen führte. Ende 1999 wurde das Internetfinanzportal vergleich.de gegründet.
Im Jahre 1999 wurde Dr. Klein in eine Aktiengesellschaft umgewandelt (Dr. Klein & Co. AG) und Ende 2001 fusionierte das Unternehmen mit der Berliner Hypoport AG. Anfang 2002 begann das Unternehmen unter der Marke Freie Hypo mit dem Aufbau eines Franchising-Angebots für den Vertrieb von Immobilienfinanzierungen. Anfang 2008 betrieb das Unternehmen in Deutschland 100 Filialen. 2017 spaltete sich das Unternehmen in die Dr. Klein Privatkunden AG und die Dr. Klein Firmenkunden AG.
Über die 100-prozentige Tochtergesellschaft Dr. Klein & Co. Capital AG verfügt die Gesellschaft seit 2006 über eine Lizenz der BaFin als Finanzdienstleistungsinstitut.

## Veröffentlichungen
Die Dr. Klein Privatkunden AG veröffentlicht monatlich den Dr. Klein-Trendindikator für Baufinanzierung (DTB), den Dr. Klein-Trendindikator Immobilienpreise (DTI) und den Zinskommentar.
Der DTB zeigt die monatliche Entwicklung der wichtigsten Baufinanzierungs-Parameter. Dazu zählt neben der Darlehenshöhe, dem Tilgungssatz und dem Beleihungsauslauf auch die Verteilung der Darlehensarten. Die Standardrate zeigt zudem an, wie viel ein durchschnittliches Darlehen von 150 Tsd. Euro an monatlicher Rate kostet. Sie soll es ermöglichen, die tatsächlichen Kosten für die Finanzierung einer Immobilie zu vergleichen. Die Ergebnisse des DTB werden monatlich aus Daten der Europace-Plattform errechnet. Der DTB basiert auf bis zu 30.000 Finanzierungen mit einem monatlichen Finanzierungsvolumen von über vier Mrd. Euro. Sowohl überregionale Medien als auch regionale Medien und insbesondere Fachmedien nutzen den DTB für ihre Berichterstattung.
Dr. Klein hat mit dem DTI einen quartalsweisen, regionalen Immobilienpreisindex auf der Grundlage tatsächlich gezahlter Kaufpreise entwickelt. Monatlich analysiert der Trendindikator die aktuelle Entwicklung der jeweils im Fokus stehenden Region. Die drei Regionen sind unterteilt in den DTI Nord-Ost (Hamburg, Hannover, Berlin und Dresden), den DTI West (Düsseldorf, Köln und Dortmund) und der DTI Süd (Frankfurt, Stuttgart und München). Der DTI wird auf Basis einer hedonischen Regressionsanalyse erstellt. Ziel dieser Methode ist es, den reinen Preiseffekt pro betrachtete Periode herauszustellen. Zur Ermittlung des Dr. Klein-Trendindikator Immobilienpreise werden monatliche Transaktionsdaten der Europace-Plattform errechnet. Rund fünfzehn Prozent aller Immobilienfinanzierungen in Deutschland werden über diesen Marktplatz finanziert. Der DTI basiert auf bis zu 30.000 Finanzierungen monatlich mit einem Gesamtfinanzierungsvolumen von bis zu vier Mrd. Euro.
Überregionale Medien und Fachmedien, aber insbesondere regionale Medien nutzen den DTI für ihre Berichterstattung.
Der Zinskommentar bewertet, kommentiert und prognostiziert die Entwicklung der Baufinanzierungszinsen in Deutschland.

## Gesellschaftliches Engagement
Seit 2009 unterstützt es die DESWOS, eine Hilfsorganisation für die Beseitigung des Wohnungsnotstandes in Entwicklungsländern.